# Síndrome del salvador blanc

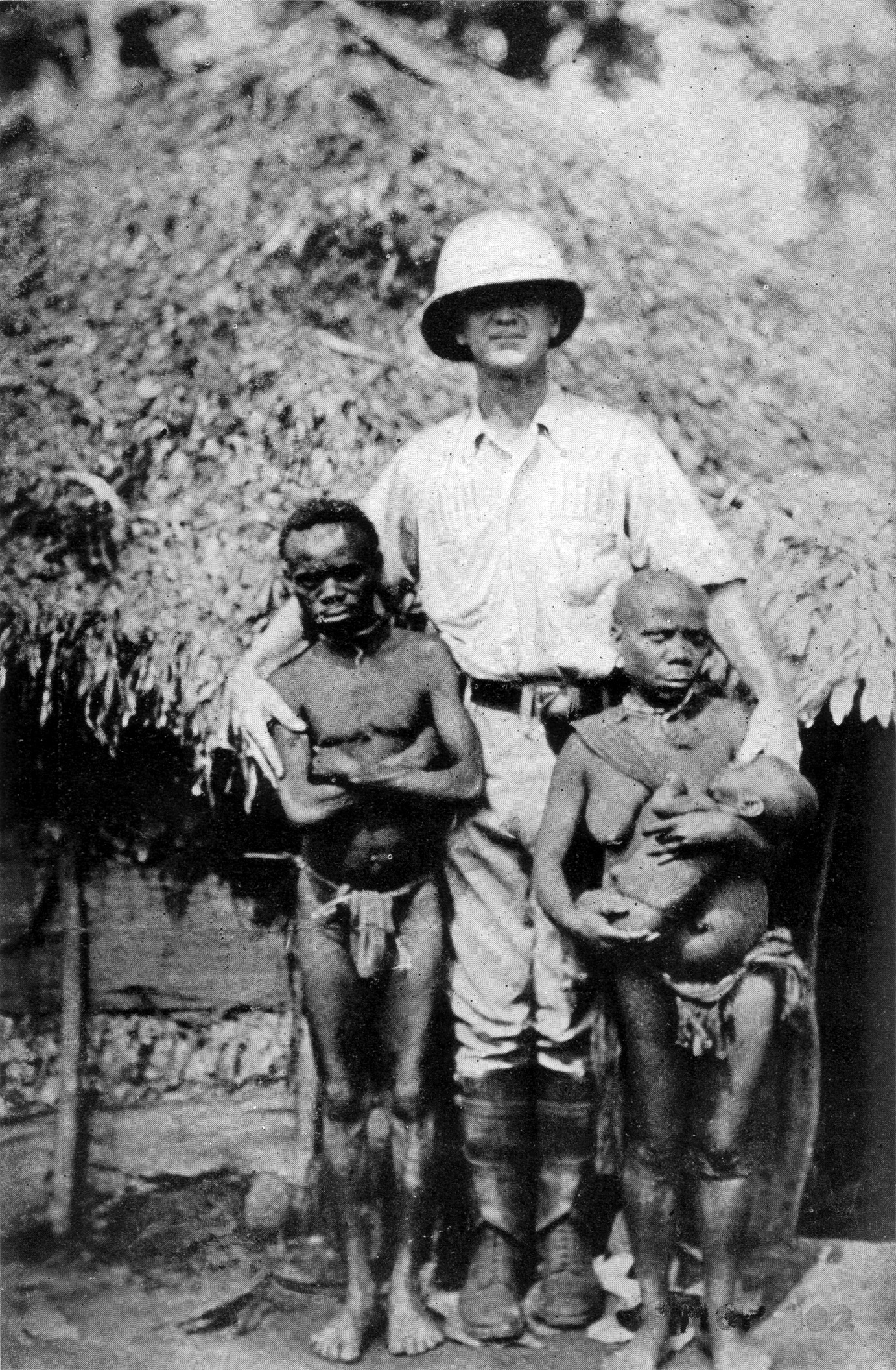
Clixé de la síndrome del salvador blanc.

La síndrome del salvador blanc o volunturisme (en anglès White Savior Complex) és un concepte que s'aplica a determinades pràctiques que realitzen algunes persones quan viatgen com a cooperants, voluntàries o turistes a països empobrits pel colonialisme. Aquestes pràctiques projecten, com a norma general, la imatge d'una persona blanca que salva o rescata persones no blanques racialitzades i les ajuda a superar les seves opressions, dificultats, problemàtiques, etc., potenciant així la idea del salvador blanc com heroi.

## Orígens del terme
El terme va ser utilitzat per primera vegada el 2012 en un article publicat, a la revista The Atlantic, per l'escriptor Teju Cole, qui dies abans havia escrit set piulades a Twitter en les quals emprava l'expressió The White-Savior Industrial Complex.
El poema The White Man's Burden de Rudyard Kipling, de 1899, exemplifica perfectament les pràctiques abusives que vol posar en evidència la definició d'aquesta síndrome. Tot i que el poema té matisos profunds, es va popularitzar una lectura directa des dels punts de vista dominants en l'època (racista, eurocèntric, imperialista o xovinista), justificant «el domini de l'home blanc sobre les races inferiors» com una noble empresa o com una ingrata i altruista obligació o fins i tot com una sagrada missió en el sentit missioner,.

## Problemàtica
La perspectiva del salvador blanc s'ha consolidat al llarg de la història a conseqüència de la colonització i les missions i es perpetua amb la conducta de les persones que la posen en pràctica. Els mitjans de comunicació de masses, la televisió i el cinema han potenciat aquesta figura i aquestes pràctiques de manera que la gent ha arribat a acceptar-les sense veure res dolent en elles. La síndrome del salvador blanc sol colar-se igualment en el dia a dia de la ciutadania a través de les xarxes socials, quan influencers i famosos pengen a Internet fotografies dels seus viatges, exhibint actituds paternalistes, racistes o infantilizadores.
Algunes empreses, a més, mostren un interès pervers en el voluntariat desenvolupant models de negoci que s'aprofiten dels problemes socials existents en un país i cobren als turistes per convertir-los en salvadors.
D'altra banda, la síndrome del salvador blanc s'associa estretament amb el continent africà. Àfrica té una llarga història d'esclavitud i colonització. Damian Zane, de BBC News, va afirmar que molts africans troben condescendent i ofensiva l'actitud del salvador blanc quan pretén ajudar-los. Zane va assegurar, a més, que «alguns sostenen que l'ajuda pot ser contraproduent, ja que significa que els països africans seguiran depenent de l'ajuda externa».
Bela-Lobedde assenyala alguns dels problemes que comporta la reproducció de l'estereotip del salvador blancː
1. Es dona a entendre que les persones blanques són bones i constantment salven la resta de la humanitat.
2. Es dona a entendre que les persones racialitzades són incapaces de resoldre les seves problemàtiques, que necessiten ser ajudades sempre i que, per descomptat, només la gent blanca és qui està legitimada per treure-les de l'atzucac.
3. Infantilitza les comunitats racialitzades, negant les seves capacitats i iniciativa i invisibilitzant a les persones que, dins d'aquestes comunitats, tenen capacitat de lideratge i resolen problemes.

## Reaccions dels cooperants
La síndrome de salvador blanc ha preocupat a diverses associacions i organitzacions no governamentals de cooperants. Norwegian Students' & Academics' International Assistance Fund, a través del seu web RADI-AID, suggereix un seguit de bones pràctiques per a totes aquelles persones interessades en la cooperació internacional. Aquesta organització és la creadora del compte d'Instagram Barbie Savior, un compte que parodia la tendència irresponsable dels salvadors blancs que fan servir als menys afortunats que ells, com accessoris en els seus perfils de xarxes socials.